# Блар
Блар (фр. Blars) насеље је и општина у јужној Француској у региону Миди Пирене, у департману Лот која припада префектури Каор.
По подацима из 2011. године у општини је живело 127 становника, а густина насељености је износила 4,95 становника/km². Општина се простире на површини од 25,68 km². Налази се на средњој надморској висини од 355 метара (максималној 380 m, а минималној 200 m).

## Демографија
| 1962. | 1968. | 1975. | 1982. | 1990. | 1999. | 2011. |
| ----- | ----- | ----- | ----- | ----- | ----- | ----- |
| 140   | 144   | 134   | 131   | 138   | 117   | 127   |

График промене броја становника у току последњих година